# Brånasjön (Kyrkhults socken, Blekinge)
Brånasjön är en sjö i Olofströms kommun i Blekinge och ingår i Mörrumsåns huvudavrinningsområde.